# Steven M. Mollenkopf
Steven M. "Steve" Mollenkopf, född 1968, är en amerikansk företagsledare som är styrelseordförande för flygplanstillverkaren The Boeing Company sedan den 25 mars 2024 när han efterträdde Larry Kellner på positionen. År 2020 blev han invald som ledamot i styrelsen. Tre år senare blev han det också för Dell Technologies.
Mollenkopf har tidigare arbetat som COO, president och VD för telekommunikationsföretaget Qualcomm. Han började arbeta för företaget 1994 som en ingenjör och erhållit 38 patent.
Han avlade en kandidatexamen och en master of science i elektroteknik vid Virginia Polytechnic Institute and State University respektive University of Michigan.